# Björsjön (Haverö socken, Medelpad, 691597-148504)
Björsjön är en sjö i Ånge kommun i Medelpad som ingår i Ljungans huvudavrinningsområde. Sjön har en area på 0,256 kvadratkilometer och ligger 331 meter över havet. Sjön avvattnas av vattendraget Björsjöbäcken.

## Delavrinningsområde
Björsjön ingår i det delavrinningsområde (691415-148500) som SMHI kallar för Utloppet av Björsjön. Medelhöjden är 389 meter över havet och ytan är 18,81 kvadratkilometer. Det finns inga avrinningsområden uppströms utan avrinningsområdet är högsta punkten. Björsjöbäcken som avvattnar avrinningsområdet har biflödesordning 3, vilket innebär att vattnet flödar genom totalt 3 vattendrag innan det når havet efter 151 kilometer. Avrinningsområdet består mestadels av skog (72 procent) och sankmarker (12 procent). Avrinningsområdet har 0,25 kvadratkilometer vattenytor vilket ger det en sjöprocent på 1,4 procent.